# Banigbé (Kouffo)
Banigbé è un arrondissement del Benin situato nella città di Lalo (dipartimento di Kouffo) con 5.957 abitanti (dato 2006).